# Ordem da Estrela Africana
A Ordem da Estrela Africana (em holandês: Orde van de Afrikaanse Ster, francês: Ordre de l'Étoile africaine) é uma Ordem de Cavalaria da Bélgica criada pelo rei Leopoldo II em 30 de Dezembro de 1888, como governante do Estado Livre do Congo. A Ordem era atribuída por serviços de mérito no Congo Belga, e pela divulgação da civilização africana. Foi incluída no sistema de honras da Bélgica a 10 de Outubro de 1908 , no seguimento da anexação do Estado Livre do Congo pela Bélgica. O lema da Ordem é ‘’Travail et progrés’’ (em português: ‘’Trabalho e progresso’’). O rei belga é o Grão-mestre. Mesmo o Congo já não sendo uma colónia da Bélgica, esta ordem é considerada como pertencendo à Bélgica. A sua atribuição necessitava da aprovação do Conselho de Ministros.
A Ordem da Estrela Africana é atribuída por Decreto Real. A seguir à independência do Congo, a Ordem deixou de ser atribuída, embora ainda exista.

## Classes
A Ordem da Estrela Africana é gerida pelo FPS Foreign Affairs Belgium, o serviço público de relações exteriores da Bélgica. Tem cinco classes, e três medalhas:
- Grã-Cruz: usa o emblema numa faixa no ombro direito, além de uma estrela do lado esquerdo do peito;
- Grande Oficial: usa o emblema ao pescoço, e uma pequena estrela no lado esquerdo do peito;
- Comendador: usa o emblema ao pescoço;
- Oficial: usa o emblema numa fita com roseta, no lado esquerdo do peito;
- Cavaleiro: usa o emblema numa fita no lado esquerdo do peito;
- Medalhas de Ouro, Prata e Bronze: usadas numa fita no lado esquerdo do peito.

## Insígnia
O Emblema da ordem tem na face uma estrela de cinco pontas em branco-esmalte com o bordo azul, rodeada por uma coroa de folhas verdes de palma. O disco central tem uma estrela de ouro em fundo azul-esmalte, rodeada por um anel em ouro com o lema da Ordem, ‘’Travail et progrés’’. O reverso é semelhante à face, mas o disco central é em vermelho-esmalte com o monograma estilizado de Leopoldo II: um “L” duplo com coroa. O Emblema tem por cima a coroa real ligada à fita.
A Placa é uma estrela de 10 pontas, sendo estas alternadas em ouro e prata, para a Grã-Cruz, ou em prata para o Grande Oficial. O disco central é idêntico ao do emblema. Toda a placa tem a coroa real no topo.
A Medalha é redonda e feita em ouro, prata ou bronze, com uma ligação em forma de uma coroa real, com dois pendentes e uma fita em forma de anel. A face tem uma estrela. A área circundante tem o lema da Ordem (às últimas medalhas atribuídas também tem o lema em holandês: ‘’Arbeid en Vooruitgang’’ no semi-círculo inferior). O reverso tem o monograma estilizado de Leopoldo II: um “L” duplo com coroa com uma grinalda de folhas de palma.
A Fita da Ordem é azul-celeste com uma grande faixa central amarelo-pálido.
A Barra da fita, usada em indumentária semi-formal, é:
| Barras   | Barras          | Barras           | Barras            | Barras    |
| -------- | --------------- | ---------------- | ----------------- | --------- |
| Grã-Cruz | Grande Oficial  | Comendador       | Oficial           | Cavaleiro |
|          | Medalha de Ouro | Medalha de Prata | Medalha de Bronze |           |